# Playa de la Barceloneta (Picasso)
Playa de la Barceloneta es un cuadro de 1896 de Pablo Picasso depositado en el Museo Picasso de Barcelona.

## Contexto histórico y artístico
El ejercicio paisajístico centró una parte importante de la obra de Picasso durante sus años de formación. El artista estaba influido, en parte, por la importancia que había alcanzado el género en el siglo XIX y, en particular, por el interés que este despertó en su Málaga natal con la llegada del pintor valenciano Muñoz Degrain (1843-1924).
A lo largo del año 1896, la pintura de paisaje adquirió una importancia capital en su obra y se convirtió en una práctica habitual y esencial. Los puntos de interés son el entorno familiar, la ciudad vieja y sus alrededores. Entre estos se encuentra el popular barrio de La Barceloneta, construido a partir de la segunda mitad del siglo XIX, donde se concentraba una población marinera y proletaria.

## Descripción
En este óleo sobre tela de 24,4 × 34 cm Picasso aprovecha la vista del litoral para realizar un magnífico ejercicio de perspectiva. Se sirve del agua al chocar contra la arena de la playa para trazar una diagonal que divide la composición. Aprovecha los dos espacios pictóricos para aplicar dos estilos artísticos diferentes. El que configura la playa y los elementos que lo integran (fábricas del Poblenou, caballos, etc.) de marcado realismo, y el que forman el mar y el horizonte marino, de pincelada más emotiva y libre y con una acusada difuminación del fondo.
Fue donado por el artista al Museo Picasso en 1970.